# Sug
Sug (in druk meestal gezet als SuG) is een Japanse rockband, opgericht in 2006. De band maakt deel uit van de Japanse muzikale subcultuur visual kei. De band heeft een ep en enkele singles uitgebracht.

## Geschiedenis
Sug werd opgericht in oktober 2006 door Takeru, Masato en Yuji (die eerder lid waren van de band Travel) en Shouta. Drummer Mitsuru voegde zich bij de groep in november 2006.
Shouta (bas) werd later vervangen door Chiyu. Hun eerste release was 7th Breeze op het compilatiealbum Cannonball 3. De band sloot een platencontract met het visual-kei-label PS Company, waarna hun eerste single Scheat werd uitgebracht.
Sug bracht een ep uit getiteld Love Scream Party. Ter bevordering van hun muziek in het buitenland trad Sug op tijdens het festival "J-Rock Invasion" in Duitsland.
Mitsuru verliet Sug na hun live-concert op 9 mei 2009. Verondersteld wordt dat Mitsuru nog contact heeft met de overige bandleden.
Sug kreeg ook een nieuwe vaste drummer, Shinpei.

## Naam
De naam Sug is afgeleid van het Engelse woord Thug.

## Leden
- Takeru, zanger (05-11-1987)
- Masato, gitarist (05-26-1985)
- Yuji, gitarist (10-21-1986)
- Chiyu, basgitarist (12-27-1884)
- Shinpei, drummer (03-20-1981)

### Ex-leden
- Shouta, basgitarist (2006-2007) (06-11--)
- Mitsuru, drummer (2006-2009) (10-12-1984)

## Discografie

### Albums en ep's
- Love Scream Party (19 december 2007)
- N0iz Star (14 mei 2008)
- Punkitsch (3 september 2008)
- Tokyo Muzical Hotel (9 maart 2010)
- Thrill Ride Pirates (9 maart 2011)

### Singles
- Scheat (1 augustus 2007)
- Yumegiwa Downer (2 september 2007)
- Alterna (5 september 2007)
- Toriko Roll-Caller (3 december 2008)
- 39Galaxyz (15 april 2009)
- Life♥2Die (14 oktober 2009)
- P!NK Masquerade (18 november 2009)
- Gr8 Story (27 januari 2010)
- Koakuma Sparkling (30 juni 2010)
- R.P.G.: Rockin' Playing Game (1 september 2010)
- Crazy Bunny Coaster (12 januari 2011)
- Madship (5 februari (5 februari 2011)
- Gimme Gimme (15 juni 2011)
- Toy Soldier (26 oktober 2011)

### Dvd-singles
- Mujouken Koufukuron (無条件幸福論) (17 november 2010)

### Compilaties
Cannonball vol. 3 (2 februari 2007)